# 想要傳達給你的愛戀
《想要傳達給你的愛戀》是Us:track在2015年10月30日發售的戀愛冒險類型成人遊戲，2023年8月4日發售中文版。

## 故事簡介
國見洸太郎將來的願望是想要成為小說家，但他因為小時候初戀的痛苦而寫不出戀愛小說。升上高二的春天，洸太郎就讀的御影之丘學園與其他兩個學園合併，在充滿期待與不安的氛圍中，洸太郎與昔日的初戀姬野星奏和好朋友新堂彩音再次相遇。

## 登場角色

### 主要角色
國見洸太郎（聲：原田友貴（成人））
作品男主角。御影之丘學園二年級生，加入的社團是文藝社，未來希望成為小說家。
姬野星奏（聲：阿部朔）
御影之丘學園二年級生，洸太郎的小學同學，也是洸太郎的初戀，在小學畢業後便搬到北海道，升上高二的春天再次回到御影之丘町。
新堂彩音（聲：遙空）
御影之丘學園二年級女學生，洸太郎的國中同學，國中畢業後原本就讀有服飾專門課程的櫻代學園，三校合併後就讀御影之丘學園的普通科。
國中時跟洸太郎交情很好，在高中與洸太郎再次碰面後卻與他針鋒相對。
小鞠結衣（聲：遠野梵）
御影濱學園的國三生，園藝社員。經常會來照顧御影之丘學園的花朵，跟洸太郎的妹妹菜子是好朋友。
四條凜香（聲：日傘世玲那）
御影之丘學園三年級生，學生會長。喜歡看到他人困擾的表情。

### 其他角色
國見菜子（聲：秋野花）
御影濱學園的國三生，洸太郎的妹妹，負責打理家中的一切事情。和結衣是好友。
貴志涼介（聲：古河徹人）
御影之丘學園二年級男學生，加入的社團是電影研究社，跟洸太郎是從國中就認識的好友。
櫻田志乃（聲：萌花ちょこ）
御影之丘學園二年級女學生，運動少女，壘球社成員。
愛美（聲：川島梨乃）
咖啡廳「monetto」的店主，以前曾是御影之丘學園文藝社的社員。
如月奈津子
櫻代學園的原學生會長與文藝社社長。拒絕與御影之丘的文藝社合併。

## 主題曲
片頭曲
作詞、主唱：Duca，作曲、編曲：宮崎京一
片尾曲
作詞、主唱：yuiko，作曲、編曲：Meis Clauson
插入曲「GLORIOUS DAYS」
作詞、主唱：yuiko，作曲、編曲：Meis Clauson

## 評價
《想要傳達給你的愛戀》在Getchu.com舉辦的美少女遊戲大賞2015中獲得綜合部門第19名、音樂部門第7名。於「萌系遊戲大賞」2015年10月的月間賞獲得第5名，並於年間排名獲得第29名。

## 外部連結
- 想要傳達給你的愛戀遊戲官網 （页面存档备份，存于） （日語）
- 《恋×シンアイ彼女》在視覺小說數據庫的頁面（英文）